# Myrmeleon comptus
Myrmeleon comptus är en insektsart som beskrevs av Carl Eduard Adolph Gerstäcker 1885. 
Myrmeleon comptus ingår i släktet Myrmeleon och familjen myrlejonsländor. Inga underarter finns listade i Catalogue of Life.